# Accidente ferroviario de Dolores de 2008
El accidente ferroviario de Dolores ocurrió en la localidad bonaerense de Dolores, Provincia de Buenos Aires, Argentina, cuando un tren de la compañía Ferrobaires procedente de Constitución, con destino Mar del Plata, embistió a un ómnibus de larga distancia de la empresa El Rápido Argentino que había intentado atravesar las vías por un paso a nivel cuyas barreras estaban bajas; a raíz de la colisión el ómnibus quedó partido por la mitad y, por la fuerza del impacto, varios coches de la formación, incluyendo la locomotora, descarrilaron.

## Sucesión de los hechos
Cerca de las 02:25 horas el autobús proveniente de Mar de Ajó que circulaba por la Ruta Provincial 63 con destino a San Miguel, Provincia de Buenos Aires con su pasaje completo de 65 turistas que habían pasado sus vacaciones en la costa atlántica llegó al paso a nivel para el cruce de las vías del tren. Pese a que las barreras bajas y la alarma funcionando anunciaban la proximidad de la llegada de un tren el conductor del vehículo decidió pasar y cuando estaba haciéndolo fue embestido por un tren de la empresa Ferrobaires proveniente de la estación Constitución, de la ciudad de Buenos Aires llevando unos 250 pasajeros a la ciudad costera de Mar del Plata. El impacto destruyó la mitad del ómnibus de doble piso y el resto fue arrastrado unos pocos metros quedando casi intacto haciendo que la locomotora y 3 vagones descarrilaran, quedando el primero de estos incrustado con la locomotora y partido al medio. 
Cuando llegaron las primeras ambulancias, constataron que una mitad del ómnibus se veía sobre la ruta y la otra había desaparecido con sus pasajeros, había restos esparcidos hasta arriba de los árboles, se podía ver ropa y otros objetos personales a varios metros sobre un árbol y una pequeña laguna ubicada lejos del lugar. Varios metros más adelante se encontraban la locomotora, que quedó tumbada sobre el terraplén, y varios vagones, uno de ellos quedó abierto al medio al chocar con la locomotora y los otros dos vagones quedaron descarrilados en forma de acordeón a varios metros de las vías, en las cuales, también se produjeron daños.

## Consecuencias
Finalmente en la tragedia murieron 18 personas y 65 quedaron heridas, convirtiéndose en uno de los peores desastres en Argentina que involucran a un tren y a un vehículo de transporte automotor.
Los chóferes del ómnibus quedaron detenidos por homicidio con dolo eventual y lesiones graves, aunque al poco tiempo fueron puestos en libertad.